# Distretto di Maniwa
Il distretto di Maniwa (真庭郡, Maniwa-gun?) è uno dei distretti della prefettura di Okayama, in Giappone.
Attualmente fa parte del distretto solo il comune di Shinjō.
| Controllo di autorità | VIAF (EN) 158723616 · LCCN (EN) nr95007641 · J9U (EN, HE) 987007540306705171 · NDL (EN, JA) 00637816 |